# Efeito termiônico

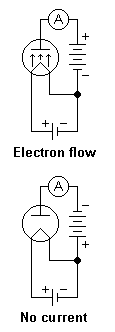
Efeito termiônico

Efeito termiônico é o aumento do fluxo de elétrons que saem de um metal, devido ao aumento de temperatura. Ao aumentar-se substancialmente a temperatura do metal, há uma facilidade maior para a saída dos elétrons.
O fenômeno foi inicialmente descrito em 1873 por Frederick Guthrie na Inglaterra enquanto trabalhava em experimentos com objetos carregados. Ele notou comportamentos diferenciados para esferas de metal carregadas com temperaturas muito elevadas, relativo a sua descarga.
O efeito termiônico foi acidentalmente redescoberto por Thomas Edison em 1880, enquanto tentava descobrir a razão para a ruptura de filamentos da lâmpada incandescente.
Edison construiu um bulbo com a superfície interior coberta com uma folha de metal. Conectou a folha ao filamento da lâmpada com um galvanômetro. Quando na folha foi dada uma carga mais negativa do que a do filamento, nenhuma corrente fluiu entre a folha e o filamento porque a folha fria emitiu poucos elétrons. Entretanto, quando na folha foi dada uma carga mais positiva do que a do filamento, muitos elétrons emissores do filamento quente foram atraídos à folha, fazendo com que a corrente fluísse. Este fluxo de sentido único da corrente foi chamado de efeito Edison. Edison não viu nenhum uso para este efeito, embora o patenteasse em 1883.
O físico britânico John Ambrose Fleming, descobriu que o efeito poderia ser usado para detectar ondas de rádio. Fleming trabalhou no desenvolvimento de um tubo de vácuo de dois elementos, conhecido como diodo. Owen Willans Richardson trabalhou com emissão termiônica e recebeu o prêmio Nobel em 1928 em função de seu trabalho e da lei que leva seu nome, a lei de Richardson. Em todo o metal, há um ou dois elétrons por átomo que estão livres para moverem-se de um átomo para outro. Suas velocidades seguem uma distribuição estatística, melhor que ser uniformes, e ocasionalmente um elétron terá velocidade suficiente para sair do metal sem voltar. A quantidade mínima de energia que necessária para que um elétron saia da superfície é chamada a função trabalho, e varia de metal para metal. Um revestimento fino do óxido é aplicado a superfície do metal nos tubos de vácuo para diminuir a função trabalho, pois assim é mais fácil para os elétrons deixarem a superfície do óxido.
A lei de Richardson, também chamada de equação de Richardson-Dushmann, relaciona a densidade de corrente emitida com a temperatura:
{\displaystyle J=AT^{2}e^{-W \over kT}}
onde 'T' é a temperatura em kelvin, 'W' é a função trabalho, 'k' é a constante de Boltzmann.
A constante de proporcionalidade 'A', conhecida como constante de Richardson, é dada por:
{\displaystyle A={4\pi mk^{2}e \over h^{3}}=1,20173\times 10^{6}} A m-2 K-2
onde 'm' e 'e' são a massa e a carga do elétron, e 'h' é a constante de Planck.
Devido à função exponencial, a corrente aumenta rapidamente com a temperatura.
O efeito termiônico é de fundamental importância na eletrônica.

## História
Como o elétron não foi identificado como uma partícula física separada até o trabalho de J. J. Thomson em 1897, a palavra "elétron" não foi usada ao discutir experimentos ocorridos antes dessa data.
O fenômeno foi relatado inicialmente em 1853 por Edmond Becquerel. Foi redescoberto em 1873 por Frederick Guthrie na Grã-Bretanha. Enquanto trabalhava em objetos carregados, Guthrie descobriu que uma esfera de ferro em brasa com carga negativa perderia sua carga (de alguma forma descarregando-a no ar). Ele também descobriu que isso não acontecia se a esfera tivesse uma carga positiva. Outros colaboradores iniciais incluem Johann Wilhelm Hittorf (1869 a 1883), Eugen Goldstein (1885), e Julius Elster e Hans Friedrich Geitel (1882 a 1889).
O efeito foi redescoberto novamente por Thomas Edison em 13 de fevereiro de 1880, enquanto tentava descobrir o motivo da quebra dos filamentos das lâmpadas e do escurecimento irregular (mais escuro perto do terminal positivo do filamento) das lâmpadas em suas lâmpadas incandescentes.
Edison construiu várias lâmpadas experimentais com um fio extra, placa de metal ou papel alumínio dentro da lâmpada que estava separada do filamento e, portanto, poderia servir como um eletrodo. Ele conectou um galvanômetro, um dispositivo usado para medir a corrente (o fluxo de carga), na saída do eletrodo de metal extra. Se a folha tivesse um potencial negativo em relação ao filamento, não havia corrente mensurável entre o filamento e a folha. Quando a folha foi elevada a um potencial positivo em relação ao filamento, poderia haver uma corrente significativa entre o filamento através do vácuo e a folha se o filamento fosse aquecido o suficiente (por sua própria fonte de energia externa).
Agora sabemos que o filamento estava emitindo elétrons, que eram atraídos por uma película com carga positiva, mas não por uma carga negativa. Essa corrente unidirecional foi chamada de efeito Edison (embora o termo seja ocasionalmente usado para se referir à própria emissão termiônica). Ele descobriu que a corrente emitida pelo filamento quente aumentou rapidamente com o aumento da tensão e entrou com um pedido de patente para um dispositivo de regulação de tensão usando o efeito em 15 de novembro de 1883 (patente US 307 031, a primeira patente americana de eletrônica dispositivo). Ele descobriu que uma corrente suficiente passaria pelo dispositivo para operar uma sirene de telégrafo. Isso foi exibido na Exposição Elétrica Internacional na Filadélfia, em setembro de 1884. William Preece, um cientista britânico, levou consigo várias lâmpadas de efeito Edison. Ele apresentou um documento sobre eles em 1885, onde se referia à emissão termiônica como o "Efeito Edison". O físico britânico John Ambrose Fleming, trabalhando para a empresa britânica "Wireless Telegraphy", descobriu que o Efeito Edison poderia ser usado para detectar ondas de rádio. Fleming desenvolveu o tubo de vácuo de dois elementos conhecido como diodo, que ele patenteou em 16 de novembro de 1904.
O diodo termiônico também pode ser configurado como um dispositivo que converte uma diferença de calor em energia elétrica diretamente, sem partes móveis (um conversor termiônico, um tipo de motor térmico).

## Efeito Édison
O efeito Édison ou emissão termoiônica é o processo pelo qual os elétrons atingem energia suficiente, por meio do calor, para escapar da superfície do elemento metálico emissor, descoberto pelo inventor americano Thomas Alva Edison.
Os elétrons circulam por um condutor quando é aplicada uma diferença de potencial sobre seus terminais, eles tendem a saltar das órbitas externas de seus átomos movendo-se com rápidos movimentos oscilatórios, cuja velocidade aumenta com o aumento da temperatura.
À temperatura ambiente, os elétrons não abandonam a superfície do metal porque sua velocidade não é suficientemente grande para superar a força de atração dentro do material.
Para escapar de uma superfície metálica os elétrons devem realizar um trabalho para superar as forças de atração que se encontram no elemento, à quantidade de trabalho é dado o nome de função-trabalho do material.
Incrementando a intensidade térmica de um emissor metálico aumenta a energia cinética dos elétrons livres no interior do material, a emissão termoiônica ocorre quando os elétrons atingem o ponto de ruptura de atração do elemento, saltando de sua superfície e ganhando aceleração para ir em direção ao material coletor, chamado nas válvulas eletrônicas de placa, ou ânodo.

## Emissão termoiônica aprimorada por fótons
A emissão termiônica aprimorada por fótons (PETE) é um processo desenvolvido por cientistas da Universidade de Stanford que aproveita a luz e o calor do sol para gerar eletricidade e aumenta a eficiência da produção de energia solar em mais do que o dobro dos níveis atuais. O dispositivo desenvolvido para o processo atinge eficiência máxima acima de 200 °C, enquanto a maioria das células solares de silício se torna inerte após atingir 100 °C. Esses dispositivos funcionam melhor em coletores de pratos parabólicos, que atingem temperaturas de até 800 °C. Embora a equipe tenha usado um semicondutor de nitreto de gálio em seu dispositivo de prova de conceito, alega que o uso de arseneto de gálio pode aumentar a eficiência do dispositivo para 55-60%, quase o triplo do dos sistemas existentes e 12–17% a mais do que 43% de células solares de múltiplas junções existentes.